# 迪亞高·賓尼迪杜·加維奧·麥斯莫
迪亞高·賓尼迪杜·加維奧·麥斯莫（Diego Benedito Galvão Máximo，1986年4月22日—），生于巴西，現效力艾華斯。

## 球會生涯
迪亞高曾效力波蘭甲組聯賽球隊沙斯辛。
2008-09賽季，雖然在伊朗球隊帕亞姆的表現不錯，最後亦告降班，他遂於2009年夏天轉到艾華斯。